# Iphinoe rhodaniensis
Iphinoe rhodaniensis är en kräftdjursart som beskrevs av Michel Ledoyer 1965. Iphinoe rhodaniensis ingår i släktet Iphinoe och familjen Bodotriidae. Inga underarter finns listade i Catalogue of Life.